# Helicon Propeller Car
Helicon Propeller Car — аэромобиль, созданный в 1932 году во Франции в фирме, название которой не удалось восстановить.

## История
Во время развития авиации инженеры одновременно улучшали дизайн и качество автомобилей и устанавливали спереди винт от самолёта. Так появились «аэромобили», в том числе Helicon Propeller Car. Вскоре аэромобили потеряли высокий спрос, и начала развиваться промышленность стандартных автомобилей. В 2000 году Helicon Propeller Car был обнаружен в хорошем состоянии. Двигатель был заменён на 4-цилиндровый мотор объёмом 1,1 л, который развивал мощность 54 л. с. Аэромобиль разогнался до 120 км/ч. Он принимал участие во многих автомобильных шоу во всём мире.

## Описание
Кузов был открытым. Его передняя часть покрыта стальными листами, окрашенными в синий цвет. К валу мотора присоединён четырёхлопастный винт, для безопасности окружённый деревянным контуром, покрытым лаком. Задняя часть кузова сделана из деревянного шпона и имеет обтекаемую форму. Колёса состоят из толстых спиц. Запасное колесо закреплено под корпусом. Две фары размещены на передних крыльях — в 1920-30 годах это было стандартным размещением. В кабине находится одно кресло (для водителя), руль и минимальное количество приборов.
Helicon Propeller Car создан на шасси Rousengart, и маневрирует за счёт поворота задних колёс.